# ريد ديد ريدمبشن 2
ريد ديد ريدمبشن 2، (بالإنجليزية: Red Dead Redemption 2)، هي لعبة فيديو من نوع عالم مفتوح وأكشن–مغامرات من تطوير ونشر روكستار جيمز. اللعبة هي بادئة لسابقتها ريد ديد ريدمبشن (2010) والثالثة ضمن سلسلة ريد ديد. أحداثها تقع في عام 1899 قبل أحداث الجزء الأول ريد ديد ريدمبشن، وتتبع الخارج عن القانون آرثر مورغان، وهو عضو في عصابة داتش فان دير ليند.
صدرت اللعبة على بلاي ستيشن 4 وإكس بوكس ون في 26 أكتوبر 2018 وعلى الحاسب الشخصي في 5 نوفمبر 2019. قامت روکستار جیمز أيضاً بتحديث أقراص رید دید 2 وإصدارها الرقمي للجيل التاسع من وحدات تحکم بلاي ستيشن 5 وسلسلة إكس بوكس سيريس إكس و أس في سنوات 2020 . تلقت اللعبة إشادة عالمية من النقاد، الذين أمتدحوا القصة والعالم المفتوح والمستوى المذهل للتفاصيل، ووصفها العديد منهم بأنها واحدة من أفضل الألعاب على الإطلاق.

## الحبكة
في عام 1899، تقترب حقبة الغرب الأمريكي القديم من نهايتها. يضطر الخارج عن القانون آرثر مورغان وعصابة فان دير ليند التي يقودها داتش إلى الهرب بعد فشل عملية سرقة في بلدة بلاك ووتر. ومع اقتراب السلطات وأفضل صائدي الجوائز في البلاد و البنكرتنز منهم، يتوجب على العصابة السطو والسرقة والقتال عبر أميال من البراري والحضارة الأمريكية من أجل البقاء.
من بين الشخصيات العائدة من الجزء السابق، جون مارستون وداتش فان دير ليند وخافير سكويلا وبيل ويليمسين والعميل روس الذي يكون من البنكرتنز.

## أسلوب اللعب
يمكن اعتبار لعبة يد ديد ريدمبشن 2 لعبة أكشن-مغامرات من منظور الشخص الثالث، تتضمن أيضًا خيار اللعب بمنظور الشخص الأول. تدور أحداثها في عالم مفتوح واسع يشمل مناطق متنوعة مثل الغابات والجبال والصحارى والمستنقعات، ويمكن للاعب استكشاف هذا العالم سيرًا على الأقدام أو باستخدام الخيول.
تعتمد اللعبة على نظام مهام رئيسية تحرك القصة، إلى جانب أنشطة جانبية متعددة تشمل الصيد، وصيد المكافآت، والمقامرة، والتفاعل مع الغرباء. كما تتيح للاعب اتخاذ قرارات تؤثر على تطور القصة وعلى مستوى "الشرف" الخاص بالشخصية الرئيسية، وهو نظام يعكس سمعة اللاعب داخل العالم ويؤثر على كيفية تفاعل الشخصيات غير القابلة للعب معه.
يتضمن أسلوب اللعب عناصر النجاة مثل الصيد والطهي وصيانة الأسلحة والعناية بالخيل. وتحتوي اللعبة على نظام قتالي يشمل الاشتباك اليدوي، والأسلحة النارية، ونظام التصويب البطيء "Dead Eye" الذي يسمح للاعب بإبطاء الوقت واستهداف الخصوم بدقة.
كما تضم اللعبة طورًا متعدد اللاعبين عبر الإنترنت تحت عنوان Red Dead Online، يتيح للاعبين استكشاف نفس العالم في تجربة جماعية، والتعاون أو التنافس في أنشطة مختلفة ضمن بيئة ديناميكية.

## التطوير
ريد ديد ريدمبشن 2 من تطوير استديوهات روكستار، وهي جهد تعاوني بين جميع استوديوهات روكستار جيمز تعمل كفريق واحد، باستخدام محرك روكستار المتقدم للألعاب (RAGE). تذكر بعض المصادر ان ميزانية تطوير اللعبة حوالي 170 مليون دولار. وتضع تقديرات المحللين ميزانية التطوير والتسويق المجمعة للعبة بين 370 مليون دولار أمريكي و540 مليون دولار أمريكي، مما يجعلها واحدة من أغلى ألعاب الفيديو التي تم تطويرها.

## الإصدار
صدرت اللعبة يوم الجمعة 26/10/2018

## الاستقبال
منذُ ان تم الإعلان عن اللعبة في عام 2016 أستمر الحديث عنها حتى صدرت في 2018، وتم تقييم اللعبة من قبل النقاد 10/10 عند الاكثريه ولاقت استحسانهم بسبب القصة المترابطة والعالم الواسع المليء بالحياة والواقعية.

### الاستقبال النقدي
| استقبال |                            |
| --- | -------------------------- |
| مجموع النقاط المجموع نقاط ميتاكريتيك (PS4) 97/100 [ 8 ] (XONE) 98/100 [ 9 ] نتائج المراجعة نشرة نقاط إلكترونك غيمينغ مونثلي 10/10 [ 10 ] غيم إنفورمر 10/10 [ 11 ] غيم سبوت 9/10 [ 12 ] غيمز رادار [ 13 ] آي جي إن 10/10 [ 14 ] آي جي إن الشرق الأوسط 9.8/10 [ 15 ] سعودي غيمر [ 16 ] يو إس غيمر [ 17 ] |                            |
| مجموع النقاط |                            |
| المجموع | نقاط                       |
| ميتاكريتيك | (PS4) 97/100 (XONE) 98/100 |
| نتائج المراجعة |                            |
| نشرة | نقاط                       |
| إلكترونك غيمينغ مونثلي | 10/10                      |
| غيم إنفورمر | 10/10                      |
| غيم سبوت | 9/10                       |
| غيمز رادار | [ 13 ]                     |
| آي جي إن | 10/10                      |
| آي جي إن الشرق الأوسط | 9.8/10                     |
| سعودي غيمر | [ 16 ]                     |
| يو إس غيمر | [ 17 ]                     |

تلقت ريد ديد ريدمبشن 2 «إشادة عالمية» من النقاد، وفق موقع تجمع المراجعات ميتاكريتيك.

### الجوائز
| العام | الجائزة             | الفئة                                         | النتيجة | م.            |
| ----- | ------------------- | --------------------------------------------- | ------- | ------------- |
| 2016  | جوائز اللعبة 2016   | أكثر لعبة منتظرة                              | رُشِّح     | [ 18 ]        |
| 2017  | جائزة جولدن جويستيك | أكثر لعبة مطلوبة                              | رُشِّح     | [ 19 ] [ 20 ] |
| 2017  | جوائز اللعبة 2017   | أكثر لعبة منتظرة                              | رُشِّح     | [ 21 ]        |
| 2018  | جوائز اللعبة 2018   | لعبة السنة                                    | رُشِّح     | [ 22 ] [ 23 ] |
| 2018  | جوائز اللعبة 2018   | أفضل سرد للقصة                                | فوز     | [ 22 ] [ 23 ] |
| 2018  | جوائز اللعبة 2018   | أفضل إخراج فني                                | رُشِّح     | [ 22 ] [ 23 ] |
| 2018  | جوائز اللعبة 2018   | أفضل موسيقى                                   | فوز     | [ 22 ] [ 23 ] |
| 2018  | جوائز اللعبة 2018   | أفضل تصميم صوتي                               | فوز     | [ 22 ] [ 23 ] |
| 2018  | جوائز اللعبة 2018   | أفضل أداء صوتي (روجر كلارك في دور آرثر مورغن) | فوز     | [ 22 ] [ 23 ] |
| 2018  | جوائز اللعبة 2018   | أفضل لعبة حركة ومغامرة                        | رُشِّح     | [ 22 ] [ 23 ] |

### اراء أشهر المواقع العربية
سعودي قيمر : اعطى لعبة تقيم كامل ووصفها (أسطورية) 
Red Dead Redemption 2 تأخذ الواقعية لمستوى آخر من رسوم وأنظمة وأسلوب لعب بتفاصيل كثيرة ومجنونة، صحيح أن الواقعية وتصاميم المراحل قد تجلب الملل والبطء في بعض الأوقات وقد لا تعجب الجميع، ولكن كمية التفاصيل وجودة المحتوى الضخم من قصة وأحداث مشوقة وعالم مصقول لأبعد حد لا يمكن تجاهلها دون تقدير كل التفاصيل التي لن تجدها في أي لعبة أخرى.
تروجيمنج: اعطى لعبة تقييم 10/9.5 وقال عنها . 
سرد قصصي مدهش وبناء رائع لشخصيات أفراد العصابة والعلاقات المعقدة التي تربطها ببعضها البعض، عالم ضخم مليء بالمناظر الخلابة، مستوى تقني هو الأفضل من بين جميع الألعاب على أجهزة الجيل الحالي المنزلية، طريقة تنفيذ فريدة من نوعها لعناصر اللعب تمنح اللعبة شخصيتها الخاصة وتجعل عالمها ديناميكياً على الدوام
IGN الشرق الأوسط: اعطى لعبة تقييم 10/9.8 وقال عنها.
Red Dead Redemption 2 بمثابة صفعة لكل العاملين في صناعة الألعاب الذين يبخلون بالجهد والوقت لتقديم ألعاب اسطورية تعيش للأبد، وتجسيد حي لكون الشغف والعمل المضني يكلل في النهاية بنجاح منقطع النظير، جميع عناصر اللعبة بلا استثناء تعمل بشكل متناغم سواء أسلوب اللعب أو المهام أو المعارك أو رحلات الصيد، ناهيك عن التصميم المتقن للشخصيات والسيناريو الوافي والمفصل ومستوى الجودة والرسوم التي يصعب التغلب عليها في العمر المتبقي من أجهزة الجيل الحالي.
موقع vga4a : اعطى تقييم 10/10 وقال فيها.
لعبة Red Dead Redemption 2 ستضعك امام مهمات جانبية واساسية في عالم واسع مملوء بالتفاصيل والاحداث الممتعة التي ستتفاجئ ببعضها وقصة عميقة تم سردها بطريقة رائعة مملوئة بالاثارة والمشاهد السينمائية التي ستدخلك وتخرجك منها بسلاسة، باختصار انها لعبة الجيل بلا منازع.

## المبيعات
حتى 30 يونيو 2020، باعت اللعبة 32 مليون نسخة عالميًا. عندما تم إطلاقها في البداية حققت اللعبة عائدات خلال ثلاثة أيام من صدورها أكثر من 700 مليون دولار وتعد ثاني أعلى منتج ترفيهي تحقيقاً للأرباح بعد جراند ثفت أوتو V العائدة إلى نفس الشركة.
باعت 37 مليون نسخة اعتبارًا من مارس 2021، وأصبحت سابع أفضل لعبة مبيعًا في العقد بشكل عام، وهي حاليا بين الالعاب الأكثر مبيعًا في تاريخ. وباعت حوالي 57 مليون نسخة بحلول سبتمبر 2023. في مايو 2025 ، اعلن ان اللعبة قد باعت حوالي 74 مليون نسخة.
انظر قائمة أغلى ألعاب الفيديو تكلفة.

## الموسيقى الاصلية
| طول  | عنوان           | رقم |
| 53;3 | 'غير مهزوز'     | 1   |
| 47;3 | 'ضوء القمر'     | 2   |
| 08;4 | 'هكذا هي'       | 3   |
| 54;2 | 'خاتمة الجبل'   | 4   |
| 46;1 | 'تحطم العوالم'  | 5   |
| 28;2 | 'العالم القاسي' | 6   |
| 15;2 | 'أحمر'          | 7   |
| 58;3 | 'ترنيمة الجبل'  | 8   |
| 42;2 | 'جبل بانجو'     | 9   |
| 05;4 | 'سطح الطاولة'   | 10  |
| 43;3 | 'الحب يعود'     | 11  |
| 12;3 | 'يا جميل'       | 12  |
| 38;3 | 'العالم القاسي' | 13  |

## وصلات خارجية
- ريد ديد ريدمبشن 2 على موقع IMDb (الإنجليزية)
- الموقع الرسمي
- العرض التشويقي الأول للعبة على اليوتيوب